# 蔡思穆
蔡思穆（1562年—1595年），字夢敬，號熙垣，湖廣長沙府攸縣人，軍籍，明朝政治人物。

## 生平
萬曆七年（1579年）己卯科湖廣鄉試第七十九名舉人，十四年（1586年）中式丙戌科會試第三百十一名，三甲第一百名進士。兵部觀政，授梁山縣知縣，十六年（1588年）調臨川縣知縣，二十年（1592年）十月升廣東道監察御史，二十一年（1593年）巡視光祿寺，二十二年（1594年）巡按浙江，二十三年（1595年）卒於官。

## 家族
曾祖蔡惠，義官；祖父蔡國誥；父蔡甫，縣丞。母洪氏。永感下。兄蔡思舜（知縣）、蔡思位（隆慶元年舉人）、蔡思科、蔡思和（萬曆七年舉人、階州知州）、蔡思秩，弟蔡思稹、蔡思稠。